# Athyrium ferulaceum
Athyrium ferulaceum är en majbräkenväxtart som först beskrevs av Thomas Moore och William Jackson Hooker och fick sitt nu gällande namn av Hermann Konrad Heinrich Christ. Athyrium ferulaceum ingår i släktet Athyrium och familjen Athyriaceae. Inga underarter finns listade.